# 方金荣宅
方金荣宅是一处歙县文物保护单位，位于安徽省黄山市歙县北岸镇瞻淇村老虎巷，主人汪裕寿为汪氏90世，属天心堂一支。此宅为典型的“四水归堂”平面，二层。“八仙”题材的雕刻甚为精美。